# 나가카와 간타
나가카와 간타(일본어: 永川 寛太, 2002년 6월 20일~)는 일본의 축구 선수이다.

## 구단 경력
그는 J1리그의 감바 오사카에 입단했다. 2020년 J3리그의 감바 오사카 U-23에서 뛰었다.